# Adilbek Niyazymbetov
Adilbek Sabituly Niyazymbetov (en kazajo: Әділбек Сәбитұлы Ниязымбетов; Nukus, URSS, 19 de mayo de 1989) es un deportista kazajo que compitió en boxeo.
Participó en dos Juegos Olímpicos de Verano, obteniendo dos medallas de plata, en Londres 2012 y Río de Janeiro 2016, ambas en el peso semipesado. Ganó dos medallas de plata en el Campeonato Mundial de Boxeo Aficionado, en los años 2011 y 2013.

## Palmarés internacional
| Juegos Olímpicos   | Juegos Olímpicos        | Juegos Olímpicos | Juegos Olímpicos |
| Año                | Lugar                   | Medalla          | Categoría        |
| ------------------ | ----------------------- | ---------------- | ---------------- |
| 2012               | Londres (Reino Unido)   | Medalla de plata | 81 kg            |
| 2016               | Río de Janeiro (Brasil) | Medalla de plata | 81 kg            |
| Campeonato Mundial |                         |                  |                  |
| Año                | Lugar                   | Medalla          | Categoría        |
| 2011               | Bakú (Azerbaiyán)       | Medalla de plata | 81 kg            |
| 2013               | Almaty (Kazajistán)     | Medalla de plata | 81 kg            |